# Jan Borisovič Gamarnik
Jan Borisovič Gamarnik, rusko-judovski general in komunist, * 1894, † 1937.

## Življenjepis
Leta 1916 je postal član KPR in leta 1925 član CK KPSZ. 
Postal je poveljnik Politične uprave Rdeče armade, dokler ni bil v času Stalinovih čistk prisiljen narediti samomor.